# Kristie Boogert
Kristie Boogert (ur. 16 grudnia 1973 w Rotterdamie) – holenderska tenisistka, zwyciężczyni French Open 1994 w grze mieszanej, wicemistrzyni olimpijska z Sydney (2000) w grze podwójnej, reprezentantka kraju w Fed Cup.

## Kariera tenisowa
Zawodową tenisistką była w latach 1991–2003.
Jest finalistką jednego turnieju o randze WTA Tour w grze pojedynczej i zwyciężczynią trzech imprez w grze podwójnej. W deblu uczestniczyła także w siedmiu przegranych finałach. Boogert jest także triumfatorką French Open 1994 w konkurencji gry mieszanej wspólnie z Menno Oostingiem, a w finale pokonali Łarysę Neiland i Andrieja Olchowskiego.
Holenderka zagrała w roku 2000 na igrzyskach olimpijskich w Sydney odpadając w drugiej rundzie singla i zdobywając srebrny medal w deblu, wspólnie z Miriam Oremans. W pojedynku o zwycięstwo w turnieju przegrały z reprezentującymi Stany Zjednoczone Sereną i Venus Williams.
W latach 1993–2003 reprezentowała Holandię w Fed Cup notując bilans 22 zwycięstw i 13 porażek.
W rankingu gry pojedynczej Boogert najwyżej była na 29. miejscu (5 lutego 1996), a w klasyfikacji gry podwójnej na 16. pozycji (3 lutego 1997).